# Ayn al-Baydah
Ayn al-Baydah, ou Aïn al-Baïdeh (arabe : عين البيضة), est une petite ville du nord-ouest de la Syrie, dépendant administrativement du gouvernorat de Lattaquié, et située au nord de Lattaquié, proche d'al-Chamiyeh et de Bourj Islam à l'ouest, d'al-Bahluliyeh et Machqita à l'est et Mochirafeh al-Samouk au sud-ouest. Selon le recensement de 2004, sa population comptait alors 1 629 habitants, en majorité alaouites.